# Ульгенер, Сабри
Сабри Ульгенер (тур. Sabri Ülgener, 8 мая 1911 — 1 июля 1983) — турецкий социолог

## Биография
Родился 8 мая 1911 года в Стамбуле. Среди его родственников Кязым Карабекир, Али Фуат Джебесой, Назым Хикмет, Октай Рифат и Мехмет Али Айбар.
Учился в стамбульском лицее, помимо этого получил также домашнее образование. Помимо турецкого, знал арабский, немецкий и фарси. Изучал исламскую каллиграфию.
В 1935 году окончил юридический лицей при Стамбульском университете. Затем работал там же на кафедре экономики и социологии. Среди его коллег были Омер Лютфи Баркан и Зияэддин Фахри Фындыкоглу. Большое влияние на Ульгенера оказал работавший в то время в Турции немецкий экономист и социолог Александр Рюстов. Он познакомил его с работами Вернера Зомбарта и Макса Вебера.
В 1947-48 годах учился в Гарвардском университете. В 1954-56 годах был деканом кафедры экономики Стамбульского университета. В 1981 году прекратил преподавание.
Умер 1 июля 1983 года.

## Вклад
Изучал влияние религиозного компонента в сознании людей на экономику. По мнению Ульгенера, суфизм оказал на сознание людей Османской империи примерно такое же влияние, как протестантизм на население стран Запада. Впрочем, во многом это влияние было противоположным. Тогда как протестантизм учил рациональности и бережливости, суфизм наоборот прививал последователям иррациональность. Это, по мнению Ульгенера, внесло свой вклад в экономический упадок Османской империи.